# Coptis chinensis
Coptis chinensis är en ranunkelväxtart som beskrevs av Adrien René Franchet. Coptis chinensis ingår i släktet Coptis och familjen ranunkelväxter. Utöver nominatformen finns också underarten C. c. brevisepala.